# Бистан-ан-Лоррен
Биста́н-ан-Лорре́н (фр. Bisten-en-Lorraine) — коммуна во французском департаменте Мозель региона Лотарингия. Относится к кантону Булеи-Мозель.

## Географическое положение
Бистан-ан-Лоррен расположен в 31 км к востоку от Меца. Соседние коммуны: Гертен, Варсбер и Ам-су-Варсбер на северо-востоке, Порселет на востоке, Бушпорн на юге, Обервис на юго-западе, Нидервис на западе.
Коммуна находится в долине лесного массива Варндт на реке Бист.

## История
- Следы галло-романской культуры.
- В Средние века принадлежала аббатству Сен-Набор в Сент-Авольде.

## Демография
По переписи 2008 года в коммуне проживал 271 человек.

## Достопримечательности
- Церковь Непорочного Зачатия Богородицы, 1780 года
- Часовня Нотр-Дам-де-Бон-Секур, сооружена в 1854 году